# Catinaccio (pista sciistica)
La Catinaccio è una pista sciistica del Comprensorio del Cimone, nell'Appennino Modenese. Si tratta di un tracciato di raccordo che ricalca il percorso di una strada asfaltata forestale, che dai 1860 metri s.l.m. di Pian Cavallaro scende fino ai 1546 metri del Lago della Ninfa, con un dislivello complessivo di 353 metri. Questo fa sì che la pendenza sia ridotta: nella prima parte, caratterizzata da un gran numero di curve e tornanti, non supera mai il 15% per cento. Si riduce ulteriormente nella seconda parte, dopo l'intersezione con la pista Delle Aquile, presso Fontana Vaccaia (1608 metri d'altezza). Da qui in poi i tornanti lasciano spazio a un lieve falsopiano tra gli alberi. Caratteristica predominante di questa pista è la lunghezza: 3900 metri circa, che la fanno la più lunga del comprensorio e una delle più lunghe di tutto l'Appennino settentrionale.